# Skimrande dagar (film)
Skimrande dagar (engelska: Love Is a Many-Splendored Thing) är en amerikansk romantisk dramafilm från 1955 i regi av Henry King. Filmen är baserad på Han Suyins roman Skimrande dagar från 1952. I huvudrollerna ses William Holden och Jennifer Jones. Filmen nominerades till flera Oscars och erhöll bland annat en för titelsången "Love Is a Many-Splendored Thing". 

## Rollista i urval
- William Holden - Mark Elliott
- Jennifer Jones - doktor Han Suyin
- Torin Thatcher - Humphrey Palmer-Jones
- Isobel Elsom - Adeline Palmer-Jones
- Murray Matheson - doktor John Keith
- Virginia Gregg - Anne Richards
- Richard Loo - Robert Hung
- Soo Yong - Nora Hung
- Philip Ahn - farbror
- Donna Martell - Suchen, Suyins syster